# Колтон Парајко
Колтон Парајко (енгл. Colton Parayko — Алберта, 12. мај 1993) професионални је канадски хокејаш на леду који игра на позицијама одбрамбеног играча.
Члан је сениорске репрезентације Канаде за коју је на међународној сцени дебитовао на светском првенству 2017. године када је са Канађанима освојио сребрну медаљу. На том првенству уврштен је у идеалну поставу шампионата.
Учествовао је на улазном драфту НХЛ лиге 2012. где га је као 86. пика у трећој рунди одабрала екипа Сент Луис блуза.